# Мілт Паппас
Мі́лтон Сті́вен (Мілт) Па́ппас (англ. Milton Stephen (Milt) Pappas; справжнє ім'я Мілтіадес Стерйос Папастерйос англ. Miltiades Stergios Papastergios; народився 11 травня 1939, Детройт, Мічиган—19 квітня 2016) — грекоамериканський професіональний бейсболіст, грав на позиції пітчера. 
В Головній бейсбольній лізі провів 17 сезонів, виступав за «Балтимор Оріолс» (1957–1965), «Цинциннаті Редс» (1966–1968), «Атланта Брейвз» (1968–1970) та «Чикаго Кабс» (1970–1973).
За свою кар'єру Паппас зіграв 520 ігор, 465 як стартовий пітчер, виграв 209 ігор, програв — 164, здобув 43 шатуати, здійснив 1728 страйк-аути при середньому числі ранів 3.40 в 3186.0 зіграних інінгів.